# 内迪利科·拉布罗维奇
内迪利科·拉布罗维奇（1999年10月10日—），克罗地亚职业足球运动员，司职守門員，效力于德国足球甲级联赛球队奥格斯堡和克羅地亞國家足球隊。

## 俱乐部生涯
2021年6月9日，拉布罗维奇与里耶卡签订四年合同，接替即将离队的伊万·内维斯蒂奇。同年7月17日，拉布罗维奇以首发守门员身份首次代表里耶卡出战，在国内联赛的揭幕战中帮助球队2比0战胜戈里察。5天后，拉布罗维奇参加对阵格济拉联的欧足联欧洲协会联赛第二回合第一场比赛，帮助球队2比0取胜，是他第一次参加欧战比赛。
2024年6月11日，拉布罗维奇与德甲俱乐部奥格斯堡签约五年。

## 国家队生涯
2018年2月14日，拉布罗维奇首次代表克罗地亚20岁以下国家足球队出战，在对阵白俄罗斯的友谊赛中首发，帮助球队3比1取胜。
2022年6月，拉布罗维奇获克羅地亞國家足球隊征召，参加2022–23年歐洲國家聯賽A中对阵奧地利、法國和丹麥的比赛。同年10月31日，入选克罗地亚参加2022年國際足協世界盃的34人初选名单，但落选26人最终名单。
2024年3月26日，参加对阵埃及的国际足联系列赛。

## 荣誉
克罗地亚
- 歐洲足協國家聯賽亚军：2022–23